# Камен рид
Светилище Камен рид е разположено на високо скалисто плато, в рамките на „Историко – Арехологически резерват Сборяново“ на 10 km от гр.Исперих, област Разград. През продължителния период на обитаване, мястото се е смятало за свещено и тук са се изграждали религиозни обекти.

## Датиране
Светилище Камен Рид е датирано към ранната Желязна епоха (I век пр. Хр.) и се смята, че е просъществувало 700 години – до началото на Елинистическата епоха.

## Описание и особености
Светилище Камен Рид е най-старото сакрално място открито на територията на археологическия резерват. Обектът заема площ от 48 декара и е оградено с каменни стени, високи 1 m, като на мястото липсват други отбранителни съоръжения. На територията му са разкрити два кромлеха, изградени от камъни – всеки с обособен вход. В центъра на единия кромлех е разположен каменен олтар, а в центъра на другото съоръжение се издига вековно дърво.
Т.нар. „теменос“ (оградено пространство) при светилището Камен рид е изследван в продължение на десет археологически сезона под ръководството на проф.Диана Гергова. В рамките на различните археологически кампании са регистрирани различни съоръжения, като по-интересните от тях са каменни конструкции различни по форма и големина – вкопани в скалата ями и участък с повишена концентрация на глинени огнища.
При археологически разкопки на територията на обекта са открити множество фрагменти от глинени съдове, артефакти – амулети и антропоморфни фигури изработени от глина, депонирани като дарове за божествата в ритуални ями. (В ямите са открити и останки от човешки череп и скелет, за което е изказано предположението, че на мястото е било извършено човешко жертво-приношение.)
През VI век пр. Хр. в дълбоката долина в подножието на Камен рид, до непресъхващия извор в централната зона в рамките на „Историко – Арехологически резерват Сборяново“ е имало светилище на подземните божества, водата и здравето, което е просъществувало до Римската епоха. От него и до днес е запазена скалата-жертвеник с издълбани по нея улеи, която се намира до входа на вътрешния двор на днешното тюрбе Демир баба теке. В северната и южна стена на тюрбето са интегрирани мегалитни скални късове – останки от светилището. През Средновековието на мястото е изграден Християнски параклис, а в началото на XVII век – тюрбето – гробница на алианския светец Демир баба.